# Shahrestān di Dezful
Lo shahrestān di Dezful (farsi شهرستان دزفول) è uno dei 26 shahrestān del Khūzestān, in Iran. Il capoluogo è Dezful. Lo shahrestān è suddiviso in 3 circoscrizioni (bakhsh):
- Centrale (بخش مرکزی), con le città di Dezful, Dezab, Sofiabad e Mianrud.
- Sardasht (بخش سردشت)
- Choghamish (بخش چغامیش)